# Ágnes Kovács
Ágnes Kovács (Budapeste, 13 de julho de 1981) é uma nadadora húngara, campeã olímpica dos 200 metros peito nos Jogos de Sydney, em 2000, e mundial na mesma prova em duas oportunidades.